# Capitellides giardi
Capitellides giardi är en ringmaskart som beskrevs av Mesnil 1897. Capitellides giardi ingår i släktet Capitellides och familjen Capitellidae. Inga underarter finns listade i Catalogue of Life.